# Marilyn Crispell
Marilyn Crispell (* 30. března 1947 Filadelfie, Pensylvánie) je americká klavíristka a hudební skladatelka. Studovala na New England Conservatory a během osmdesátých a devadesátých let hrála ve skupině Anthonyho Braxtona. V roce 2012 nahrála společné album s Markem Dresserem a Gerry Hemingwayem, na kterém hráli hudbu Anthonyho Braxtona. Během své kariéry spolupracovala i s dalšími hudebníky, mezi které patří Evan Parker, Reggie Workman, Paul Motian nebo Gary Peacock.

## Vystoupení v Československu

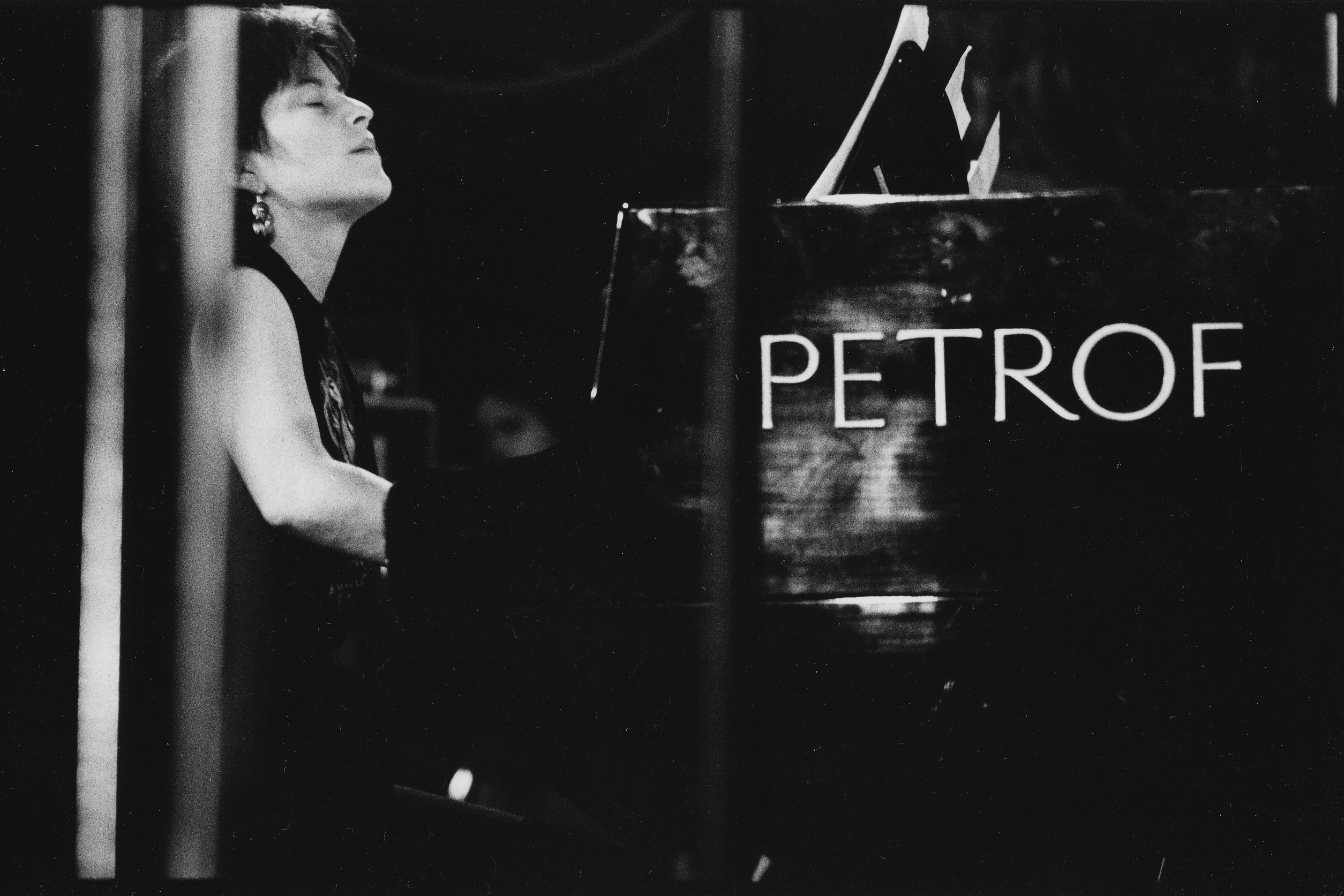
Marilyn Crispell v Lucerně na MJF 1984

Dne 20. října 1984 vystoupila spolu s klarinetistou Anthony Braxtonem na XV. Mezinárodním jazzovém festivalu v Praze na závěr festivalového koncertu v Lucerně.